# Cemeteral Gardens
Cemeteral Gardens – pierwszy minialbum polskiej grupy deathmetalowej Decapitated, wydany został 1997 roku nakładem własnym.

## Lista utworów
Opracowano na podstawie materiału źródłowego. 
1. "Intro" (muz. Decapitated) – 00:18 (utwór instrumentalny)
2. "Destiny" (muz. Decapitated, sł. Sauron) – 05:33
3. "Way To Salvation" (muz. Decapitated, sł. Sauron) – 04:12
4. "Ereshkigal" (muz. Decapitated, sł. Sauron) – 03:47
5. "Cemeteral Gardens" (muz. Decapitated, sł. Sauron) – 06:19

## Twórcy
Opracowano na podstawie materiału źródłowego.
- Wojciech "Sauron" Wąsowicz – wokal prowadzący, keyboard
- Wacław "Vogg" Kiełtyka – gitara rytmiczna, gitara prowadząca
- Marcin "Martin" Rygiel – gitara basowa
- Witold "Vitek" Kiełtyka – perkusja
- Mariusz Kurasz – inżynieria dźwięku, miksowanie, mastering